# 김태우 (배우)
김태우(1971년 4월 15일 ~ )는 대한민국의 배우이다.

## 이력
1990년 연극배우 첫 데뷔하였으며 1995년 뮤지컬 배우 데뷔하였고 이듬해 1996년 KBS 공채 18기 슈퍼 탤런트로 정식 데뷔하여, TV 드라마와 영화쪽에서 활동하고 있다. 홍상수 감독의 영화 《여자는 남자의 미래다》, 《해변의 여인》, 《잘 알지도 못하면서》 등에 출연하였다. 배우 김태훈의 형이다.
한편, KBS 2TV 미니시리즈  《완벽한 남자를 만나는 방법》에서 호흡을 맞춘 탤런트 류시원의 초등학교-중학교-고등학교 1년 선배이다.

## 학력
- 서울반포초등학교 졸업
- 반포중학교 졸업
- 세화고등학교 졸업
- 중앙대학교 예술대학 연극영화학과 학사

## 출연작

### 영화
| 연도 | 제목                    | 역할            | 비고     |
| ---- | ----------------------- | --------------- | -------- |
| 1997 | 접속                    | 기철            |          |
| 1999 | 건축무한육면각체의 비밀 | 신용민          |          |
| 2000 | 공동경비구역 JSA        | 남성식 일병     |          |
| 2002 | 버스, 정류장            | 재섭            |          |
| 2002 | 굳세어라 금순아         | 준태            |          |
| 2004 | 여자는 남자의 미래다    | 김헌준          |          |
| 2004 | 얼굴 없는 미녀          | 석원            |          |
| 2006 | 해변의 여인             | 원창욱          |          |
| 2006 | 세번째 시선             | 남편            |          |
| 2006 | 내 청춘에게 고함        | 김인호 병장     |          |
| 2007 | 리턴                    | 오치훈          |          |
| 2007 | 기담                    | 김동원          |          |
| 2008 | 사과                    | 상훈            |          |
| 2009 | 잘 알지도 못하면서      | 구경남          |          |
| 2009 | 키친                    | 한상인          |          |
| 2010 | 인플루언스              | 최동훈          |          |
| 2010 | 돌이킬 수 없는          | 노충식          |          |
| 2010 | 여의도                  | 황우진          |          |
| 2011 | 퀵                      | 와타나베 준이치 |          |
| 2012 | 무서운 이야기           | 기동대장        | 우정출연 |
| 2012 | 설마, 그럴리가 없어     | 영화 감독       |          |
| 2012 | 내가 고백을 하면        | 인성            |          |
| 2013 | 관상                    | 문종            | 특별출연 |
| 2014 | 해적: 바다로 간 산적    | 모흥갑          |          |
| 2014 | 산타바바라              | 조 대표         | 특별출연 |
| 2015 | 워킹걸                  | 구강성          |          |
| 2015 | 꿈보다 해몽             | 택시손님        |          |
| 2015 | 협녀, 칼의 기억         | 이존복          |          |
| 2017 | 석조저택 살인사건       | 장지호 박사     | 우정출연 |
| 2018 | 당신의 부탁             | 경수            | 특별출연 |
| 2018 | 창궐                    | 이영            | 특별출연 |
| 2019 | 천문: 하늘에 묻는다     | 정남손          |          |
| 2024 | 탈출: 프로젝트 사일런스 | 정현백          |          |

### 드라마
- 1996년 KBS2 아침드라마 《파리공원의 아침》
- 1996년 KBS2 납량특집 미니시리즈 《전설의 고향 - 은장도》 ... 임생(生) 역
- 1996년 ~ 1997년 KBS2 주말 특별기획 드라마 《첫사랑》 ... 박형기 역
- 1997년 KBS2 8부작 월화 미니시리즈 《완벽한 남자를 만나는 방법》 ... 송정환 역
- 1997년 ~ 1998년 MBC 8부작 금요 미니시리즈 《레디 고!》
- 1998년 KBS2 월화 미니시리즈 《거짓말》 ... 장어 역
- 1999년 MBC 수목 미니시리즈 《눈물이 보일까봐》 ... 조수현 역
- 2000년 SBS 주말극장 《덕이》 ... 박영국 역
- 2001년 KBS2 주말 미니시리즈 《푸른 안개》 ... 김민규 역
- 2001년 SBS 드라마 스페셜 《신화》 ... 강대웅 역
- 2002년 SBS 주말극장 《그 여자 사람잡네》 ... 오천수 역
- 2008년 SBS 4부작 월화 미니시리즈 《도쿄 여우비》 ... 정현수 역
- 2010년 SBS 수목 특별기획 드라마 《대물》 ... 박민구 역
- 2010년 OCN 금요 미니시리즈 《신의 퀴즈》 ... 김재석 역 (특별출연)
- 2012년 SBS 주말 특별기획 드라마 《바보엄마》 ... 박정도 역
- 2013년 SBS 드라마 스페셜 《그 겨울, 바람이 분다》 ... 조무철 역
- 2013년 KBS2 일일시트콤 《일말의 순정》 … 정우철 역
- 2014년 SBS 월화 미니시리즈 《신의 선물 - 14일》 ... 한지훈 역
- 2015년 KBS1 대하드라마 《징비록》 ... 선조 역
- 2016년 MBC 수목 미니시리즈 《굿바이 미스터 블랙》 ... 김지륜 역
- 2016년 tvN 금토 미니시리즈 《굿 와이프》 ... 최상일 역
- 2016년 KBS2 단막극 《KBS 드라마 스페셜 - 국시집 여자》 ... 도근 역
- 2017년 OCN 주말 미니시리즈 《블랙》 ... 저승사자 No.444 / 블랙 역 (특별출연)
- 2017년 tvN 4부작 주말 미니시리즈 《세상에서 가장 아름다운 이별》 ... 차영석 역
- 2018년 KBS2 수목 미니시리즈 《추리의 여왕 2》 ... 하지승 역
- 2018년 SBS 토요 미니시리즈 《시크릿 마더》 ... 한재열 역
- 2019년 tvN 주말 미니시리즈 《로맨스는 별책부록》 ... 김재민 역
- 2019년 MBC 수목 미니시리즈 《더 뱅커》 ... 이해곤 역
- 2019년 MBC 토요 특별기획 드라마 《이몽》 ... 유태준 역
- 2019년 KBS2 수목 미니시리즈 《조선로코-녹두전》 ... 허윤 역
- 2020년 MBC 수목 미니시리즈 《나를 사랑한 스파이》 ... 반진민 역
- 2020년 ~ 2021년 tvN 월화 미니시리즈 《낮과 밤》 ... 오종환 역
- 2020년 ~ 2021년 tvN 주말 미니시리즈 《철인왕후》 ... 김좌근 역
- 2021년 MBN 주말 특별기획 드라마 《보쌈 - 운명을 훔치다》 ... 광해군 역
- 2022년 JTBC 주말 미니시리즈 《클리닝 업》 ... 진성우 역
- 2022년 KBS2 수목 미니시리즈 《진검승부》 ... 김태호 역
- 2022년 ~ 2023년 tvN 월화 미니시리즈 《미씽: 그들이 있었다 2》 ... 노윤규 역
- 2023년 tvN 월화 미니시리즈 《반짝이는 워터멜론》 ... 윤건형 역
- 2024년 KBS2 월화 미니시리즈 《환상연가》 ... 사조 승 역
- 2025년 MBC 금토 미니시리즈 《메리 킬즈 피플》 … 안태성 역

### 시트콤
- 1997년 ~ 1998년 SBS 토요 시트콤 《뉴욕 스토리》

### 연극
- 《갈매기》 - 트레플례프 역

### 뮤직비디오
- 보보 - 〈늦은 후회〉 (2001년)
- 엠씨 더 맥스 - 〈아쉬워서〉 (2005년)
- 엠씨 더 맥스 - 〈사랑은 아프려고 하는거죠〉 (2009년)
- 이은미 - 〈헤어지는중입니다〉 (2009년)
- 뜨거운 감자 - 〈시소〉 (2010년)

### CF
- 1997년 농심 신라면
- 1998년 동아제약 가그린
- 1998년 카스맥주 (with 김지영)
- 2007년 캐논
- 2016년 KB국민카드 다담카드 (with 문소리)

## 수상 및 후보
| 연도 | 시상식                     | 부문                                | 작품                      | 결과 |
| ---- | -------------------------- | ----------------------------------- | ------------------------- | ---- |
| 1997 | KBS 연기대상               | 남자 신인연기상                     | 완벽한 남자를 만나는 방법 | 후보 |
| 1998 | KBS 연기대상               | 남자 신인연기상                     | 거짓말                    | 수상 |
| 2001 | 제24회 황금촬영상          | 신인남우상                          | 공동경비구역 JSA          | 수상 |
| 2001 | 제38회 대종상              | 남우조연상                          | 공동경비구역 JSA          | 후보 |
| 2002 | SBS 연기대상               | 연속극부문 연기상                   | 그 여자 사람잡네          | 수상 |
| 2006 | 제7회 부산영화평론가협회상 | 남우조연상                          | 해변의 여인               | 수상 |
| 2013 | SBS 연기대상               | 미니시리즈부문 남자 특별연기상      | 그 겨울, 바람이 분다      | 후보 |
| 2014 | SBS 연기대상               | 미니시리즈부문 남자 우수연기상      | 신의 선물 - 14일          | 후보 |
| 2015 | KBS 연기대상               | 장편드라마부문 남자 우수연기상      | 징비록                    | 수상 |
| 2018 | SBS 연기대상               | 주말·일일드라마부문 남자 우수연기상 | 시크릿 마더               | 후보 |
| 2019 | MBC 연기대상               | 수목드라마부문 남자 우수연기상      | 더 뱅커                   | 후보 |
| 2020 | MBC 연기대상               | 남자 조연상                         | 나를 사랑한 스파이        | 후보 |

### 참조주
1. ↑  2015 KBS 연기대상에서 연기상을 수상하는 소감을 말할 때 종교가 없다고 한 적이 있다.
2. ↑  김태우 “연기 안 한 듯 연기하는 것, 아직도 힘들어요” 보관됨 2013-09-27 - 웨이백 머신 《매일경제》, 2009년 6월 2일 작성
3. ↑  노컷인터뷰 - MBC 아침 드라마 ‘당신 참 예쁘다’ 박치영 역 김태훈 《노컷뉴스》, 2011년 10월 10일
4. ↑  연합 (1997년 11월 13일). “<방송> MBC 스티븐 킹의 `실험인간' 7부작 방영”. 연합뉴스. 2019년 5월 15일에 확인함.